# Стрелок (тральщик)
«Стрелок», МТЩ «Стрелок» — советский морской тральщик проекта 266М (шифр «Аквамарин») Черноморского флота ВМФ СССР и Черноморского флота ВМФ России.

## Служба

### ВМФ СССР
Морской тральщик «Стрелок» проекта 266М (шифр «Аквамарин») был заложен 25.03.1977 года на Средне-Невском ССЗ (заводской номер №953). 19.04.1980 года был спущен на воду. 30.07.1980 года вступил в строй и вошел в состав ВМФ. Ходовые и государственные испытания проходил с 15.07 по 05.09.1980 года в Финском заливе.
Бортовые номера 763(1980), 911(1982), 933, 920(1984), 918(1986), 914(1990), 214(1994), 960(2002).
25.11-10.12.1980 года совершил межфлотский переход с Балтики в Севастополь. Декабрь 1980 - сентябрь 1986 года в составе 418-го дивизиона морских тральщиков 92-й Бригады тральщиков Главной Военно-Морской Базы Севастополя.
С 07.07 по 06.10.1981 года на тральщике проходил 2-й (корабельный) этап государственных испытаний по приемке аппаратуры КБТИ-1 (корабельный бортовой телеуправляемый искатель типа "Дельфин-ТМ").
1-30 декабря 1981 года боевая служба в Черном море у Босфора. 1 января 1982 года отработка задач боевой подготовки в Черном море с последующим участием в учениях "Щит-82". 12.03 - 30.10.1984 года боевая служба по охране рыболовства в Центральной и Восточной частях Атлантики. 7.09.1985 - 10.03.1986 года боевая служба по охране рыболовства в Центрально-Восточной части Атлантики.
Сентябрь 1986 -  ноябрь 1995 года ПОК (поисково-обследовательный корабль) в составе 3-й бригады поисково-спасательных кораблей тыла КЧФ Крымской ВМБ  в Новоозерном.
В марте 1987 года участие в испытании новых образцов вооружения в восточной части Черного моря у Пицунды (ПБП "Касатка"). 1 июня 1987 года визит в Артек для участия в общесоюзной акции "День защиты детей". В октябре 1988 года участие в учениях КЧФ "Осень-88".  1 января 1989 года отработка задач боевой подготовки в Черном море (поиск затонувших образцов вооружения у мыса Сарыч).

### ВМФ России
20 февраля 1994 года был подписан договор о шефстве и взаимопомощи между администрацией Северского района Краснодарского края и экипажем корабля. 
В январе - декабре 1996 года в составе 418-го дивизиона тральщиков 68-й бригады охраны водного района. С декабря 1996 года морской тральщик в составе 170-го дивизиона тральщиков 184-й БрКОВР НВМБ.
7 июля 1997 года корабль совершил официальный визит в Поти в честь годовщины ВМС Грузии. Далее корабль был поставлен в отстой в Севастополе, а 10 апреля 2002 года был списан, разоружен и разобран на металл в Севастополе.

## Командиры
- с 30.11.1978 - капитан 3-го ранга Михайловский Михаил Степанович
- с 07.01.1983 - капитан-лейтенант Николаев Геннадий Дмитриевич;
- с 13.11.1989 - капитан 3-го ранга Фадеев Игорь Борисович;
- с 28.09.1995 - старий лейтенант Мишанов Сергей Александрович;
- с 10.2001 - капитан-лейтенант Антоненко Роман Алексеевич[1].

## Примечание
1. 1 2 3 4 5 6 7 8 9 10  Морской тральщик "Стрелок". Черноморский флот - информационный ресурс (2024).
2. 1 2  Морские тральщики Проект 266М, шифр «Аквамарин-М» Проект 266МЭ Проект 266МЭС Проект 02666 Проект 02668, шифр «Агат». RussianShips.info (2024).